# Taciana Cesar
Taciana Cesar (nacida como Taciana Lima, Olinda, 17 de diciembre de 1983) es una deportista guineana de origen brasileño que compite en judo.
Hasta el año 2012 compitió bajo la bandera brasileña obteniendo cuatro medallas en el Campeonato Panamericano de Judo entre los años 2001 y 2011. Desde 2013 participa bajo la nacionalidad bisauguineana consiguiendo una medalla de bronce en los Juegos Panafricanos de 2015, y siete medallas de oro en el Campeonato Africano de Judo entre los años 2013 y 2020.

## Palmarés internacional
| Representando a Brasil       |                                   |                   |           |
| Campeonato Panamericano      |                                   |                   |           |
| Año                          | Lugar                             | Medalla           | Categoría |
| 2001                         | Córdoba (Argentina)               | Medalla de oro    | –44 kg    |
| 2002                         | Santo Domingo (Rep. Dominicana)   | Medalla de bronce | –48 kg    |
| 2003                         | Salvador (Brasil)                 | Medalla de bronce | –48 kg    |
| 2011                         | Guadalajara (México)              | Medalla de bronce | –48 kg    |
| Representando a Guinea-Bisáu |                                   |                   |           |
| Juegos Panafricanos          |                                   |                   |           |
| Año                          | Lugar                             | Medalla           | Categoría |
| 2015                         | Brazzaville (República del Congo) | Medalla de bronce | –48 kg    |
| Campeonato Africano          |                                   |                   |           |
| Año                          | Lugar                             | Medalla           | Categoría |
| 2013                         | Maputo (Mozambique)               | Medalla de oro    | –48 kg    |
| 2014                         | Puerto Louis (Mauricio)           | Medalla de oro    | –48 kg    |
| 2015                         | Libreville (Gabón)                | Medalla de oro    | –48 kg    |
| 2016                         | Túnez (Túnez)                     | Medalla de oro    | –48 kg    |
| 2017                         | Antananarivo (Madagascar)         | Medalla de oro    | –48 kg    |
| 2019                         | Ciudad del Cabo (Sudáfrica)       | Medalla de oro    | –52 kg    |
| 2020                         | Antananarivo (Madagascar)         | Medalla de oro    | –52 kg    |